# Olanderbodarna
Olanderbodarna är ett naturreservat i Krokoms kommun i Jämtlands län.
Området är naturskyddat sedan 2017 och är 10 hektar stort. Reservatet består av ungefär lika mycket tall som gran med ett inslag av grova lövträd.